# Рупеканина (Фиренца)
Рупеканина је насеље у Италији у округу Фиренца, региону Тоскана.
Према процени из 2011. у насељу је живело 43 становника. Насеље се налази на надморској висини од 266 м.